# Ivo Daneu
Ivo Daneu, né le 6 octobre 1937 à Maribor, est un basketteur yougoslave.

## Carrière joueur

### Club
- 1949-1956 :  Branik Maribor
- 1956-1970 :  Olimpija Ljubljana

### Palmarès

#### Club
compétitions nationales 
- Champion de Yougoslavie 1957, 1959, 1961, 1966, 1970

#### Sélection nationale
Jeux olympiques d'été
- Médaille d'argent des Jeux olympiques de 1968 à Mexico,  Mexique

Championnat du monde
- Médaille d'or des Championnats du monde 1970,  Yougoslavie
- Médaille d'argent des Championnats du monde 1967,  Uruguay
- Médaille d'argent des Championnats du monde 1963,  Brésil

Championnat d'Europe
- Médaille d'argent des Championnats d'Europe 1969,  Italie
- Médaille d'argent des Championnats d'Europe 1965,  Union soviétique
- Médaille d'argent des Championnats d'Europe 1961,  Yougoslavie
- Médaille d'argent des Championnats d'Europe 1963,  Pologne

## Carrière entraîneur

### Club
- 1970-1971 :  Olimpija Ljubljana
- 1976 :  Rudar Trbovlje

## Distinction personnelle
- Nommé MVP du championnat du monde 1967
- Nommé sportif yougoslave de l'année en 1967
- Élu au Hall of Fame de la Fiba en 2007